# Молокановка (Красноярский край)
Молокановка — упразднённая деревня в Абанском районе Красноярского края России. На момент упразднения входила в состав Самойловского сельсовета. Упразднена в 2001 году.

## География
Располагалась в восточной части Красноярского края, на правом берегу реки Мана (приток реки Абан), на расстоянии приблизительно 6 километров (по прямой) к северо-западу от села Самойловка.

## История
Основана в 1918 году. По данным на 1926 год деревня Молоканка состояла из 68 хозяйств. В административном отношении входила в состав Самойловского сельсовета Абанского района Канского округа Сибирского края.

## Население
По данным переписи 1926 года в деревне проживало 362 человека (185 мужчин и 177 женщин), основное население — русские.